# Aleksander Turjaški
Aleksander grof Turjaški (nemško Alexander graf von Auersperg), kranjski politik iz velikovaške veje Turjačanov, * 2. november 1834, Ljubljana, † 19. marec 1874, Pevma.

## Življenje in delo
Bil je sin grofa Franca Ksaverja Turjaškega iz Velike vasi in grofice Terezije Turjaške iz Šrajbarskega turna.
Bil je okrajni predstojnik v Stični (1866) in cesarsko-kraljevi okrajni glavar v Litiji (1867). Od 16.12.1871 do 27.6.1872 je bil kranjski deželni glavar, nato pa deželni predsednik za Kranjsko.
Od 1869 je bil lastnik polhograjske graščine.